# 帕蘭諾平原戰役
在英國作家托爾金的奇幻小說《魔戒》裡，帕蘭諾平原戰役（Battle of the Pelennor Fields）是剛鐸及其盟友與黑暗魔君索倫雙方在米那斯提力斯爆發的戰役。托爾金在魔戒第三冊《魔戒三部曲：王者再臨》內有詳細敍述。
帕蘭諾平原戰役是魔戒聖戰裡最重要的一場戰役，標誌著中土大陸第三紀元接近尾聲。帕蘭諾平原戰役於第三紀元3019年3月15日在安都因河與米那斯提力斯之間的帕蘭諾平原爆發。
關於帕蘭諾平原戰役的構想則載於《魔戒的歷史》第四部。

## 背景
自剛鐸最後的防線奧斯吉力亞斯陷落以後，米那斯提力斯遭到魔多大軍圍攻，剛鐸攝政王迪耐瑟二世之子、奧斯吉力亞斯守將法拉墨撤回奧斯吉力亞斯，身受重傷。絕望的迪耐瑟不願意離開法拉墨，白袍巫師甘道夫遂負責米那斯提力斯的防務。同時，敵軍在城外的帕蘭諾平原準備發動進攻。索倫旗下最可怕的奴僕戒靈馭著飛獸在平原上空飛翔，動搖守軍的士氣。
經過一輪投石車及攻城塔強攻不果後，索倫的軍隊終以巨型攻城鎚葛龍得擊破了城門。安格馬巫王則與甘道夫對峙。此時，洛汗人的援軍抵達，並迅速投入戰鬥。

### 參戰方
索倫的軍隊來自米那斯魔窟，以安格馬巫王（戒靈之首）為首，數量上遠超剛鐸及其盟友的援軍。索倫的軍隊包括哈拉德威治的哈拉德林人，他們帶同猛獁作戰，還有來自侃德的維瑞亞人及來自盧恩的東方人，以及大量的半獸人及食人妖。托爾金以「即使在埃西鐸的全盛時期，這座山谷中也沒有出現過這麼強大的兵力。安都因河從來沒有目睹過這麼邪惡和浩大的陣容，而且，這只不過是魔多諸多兵力的其中一支罷了」來形容其數量之多。
守軍的兵力則非常單薄。托爾金敘述法拉墨在奧斯吉力亞斯敗陣予魔多大軍，失去三分之一兵力時，提到敵軍的兵力十倍於法拉墨。托爾金亦記載剛鐸各省亦有軍隊趕赴米那斯提力斯增援。當中較重要的有來自多爾安羅斯、由迪耐瑟妻子的弟弟印拉希爾率領的軍隊。由於剛鐸沿岸亦遭受昂巴海盜襲擊，分身不暇，故實際聯軍的兵力較預期為少。
剛鐸盟友洛汗的騎兵於翌日清晨抵達，戰事才正式打響。洛汗來援的兵力僅為哈拉德林人的三分之一。
剛鐸沿岸城鎮的援兵則於稍後才乘著海盜船抵達。他們被具有亞爾諾皇族血統的亞拉岡解救出來，並聯同亞爾諾殘餘的小股北方遊俠參戰。

## 戰事
甘道夫阻擋安格馬巫王入城，戰事隨即爆發。
葛龍得擊破城門後，安格馬巫王「就這麼走進了從來沒有敵人踏入的門內，甘道夫騎著影疾，獨自攔著安格馬巫王的去路。兩者正欲交鋒之時，洛汗人抵達戰場。清晨破曉，戰事正式開始。憑督伊頓森林的野人的引路，洛汗騎兵繞開了索倫的視線抵達戰場。
洛汗騎兵的一輪衝鋒擊退了城牆外的敵軍。他們破壞了敵軍的攻城武器及營地，擊敗了哈拉德林人的騎兵。安格馬巫王騎著飛獸襲擊洛汗國王希優頓。國王座騎被殺，並壓倒希優頓。
國王的侄女伊歐玟（偽裝成士兵並化名作德海姆）悍然挑戰安格馬巫王。安格馬巫王重創伊歐玟，與伊歐玟並肩作戰的哈比人梅里雅達克·烈酒鹿以寶劍刺傷安格馬巫王，因劍身被施加特殊的魔法，強如安格馬巫王也受了傷。伊歐玟則「將寶劍刺進皇冠和斗篷之間的位置」，殺死安格馬巫王。這實踐了葛羅芬戴爾的預言：安格馬巫王「不會死於男人之手」。兩柄攻擊安格馬巫王的寶劍完全被毀。
希優頓至死也不知道侄女在旁。繼承洛汗國王王位的伊歐墨發現了希優頓的遺體及伊歐玟。憤怒的伊歐墨馭騎向敵人衝殺過去。同時，所有有一戰之力的男子都出城響應，他們由印拉希爾及其他軍官率領。印拉希爾發現伊歐玟仍存活。伊歐玟及梅里被送入城裡救治。戒靈的黑之吹息讓他們重病，就像早前的法拉墨一樣。伊歐玟及梅里的雙臂失去知覺，身體冰冷。伊歐玟持盾那只手骨折。
而在洛汗援軍抵達之前，絕望的迪耐瑟打算在火柴堆上火焚他自己及法拉墨，他認為法拉墨已經無法救治。哈比人皮瑞格林·圖克、守衛貝瑞貢及甘道夫及時趕到，搶救了法拉墨，但卻不及阻止迪耐瑟自殺身亡。
縱使太陽升起，戰況對剛鐸仍然非常不利。米那斯魔窟的軍官葛斯摩指揮魔多軍隊在猛瑪的掩護下重整軍勢。伊歐墨則遭到圍堵，準備進行最後的突擊，他看到一隊黑船航行在安都因河上，那些是昂巴海盜的船艦，似乎是索倫的援軍，但操控船隻的是亞拉岡及其他北方遊俠、矮人金靂、精靈勒苟拉斯、半精靈伊萊丹及伊羅何兄弟以及南剛鐸的軍隊。許多索倫軍隊都被亞拉岡及伊歐墨的軍隊包圍。剛鐸扳回了優勢。這次勝利贏得了短暫的喘息，直至黑門之戰爆發。

## 描寫

### 插圖
多位畫家就帕蘭諾平原戰役描繪插圖，包括艾倫·李、約翰·豪、勒得布蘭兄弟、泰德·內史密斯。

### 音樂
齊柏林飛船的「永恆的戰役」涉及帕蘭諾平原戰役。齊柏林飛船的第四張專輯收錄了該曲。

### 無綫電台
在英國廣播公司的電台劇，帕蘭諾平原戰役被分成兩部分，其中一部分以皮聘為主線，講述他和迪耐瑟之間的談論，如小說裡所述的無甚差別，他去找甘道夫阻止迪耐瑟火燒法拉墨。另一部分則集中在戰事上，希優頓的話語伴隨音樂。一位歌手咏唱洛汗騎兵衝鋒的場景，接著音樂轉變，聽到希優頓及伊歐墨說戒靈來了。「歌劇」再度開始，說明安格馬巫王攻擊希優頓，把他擊倒並準備殺死他，接著音樂停頓，聽到伊歐玟面對安格馬巫王，並刺殺了他。

### 電影
帕蘭諾平原戰役是彼得·傑克遜執導的電影《魔戒三部曲：王者再臨》的中心部分。其中的重要部分包括洛汗騎兵來援、與猛瑪象的戰鬥、安格馬巫王之死及亡靈軍隊的插入。
安格馬巫王旗下的指揮官葛斯摩被描繪為醜陋畸形的半獸人。
二十五萬名半獸人及邪惡人類圍攻米那斯提力斯，又把早前犠牲的剛鐸士兵的頭顱拋進城內。甘道夫則充當守軍的指揮官，監察防務。與小說裡較不同的是，由於戒靈則騎著飛獸破壞了城內殺傷大量魔多大軍的拋石機，不少攻城塔因而得以沒被摧毀而得以滿載半獸人衝上城牆，甘道夫則帶領守軍在牆上抵擋。城門最終被葛龍得擊破。魔多大軍從城門湧入城內，雙方展開慘烈的肉搏戰，守軍寡不敵眾、被迫撤退到上層。
破曉時份，希優頓率援軍抵達，擊敗敵軍。在電影裡，伊歐玟暗中參戰的情節被清楚交代，並沒有使用「德海姆」這名號。洛汗人後來遭遇猛瑪。希優頓遂號令軍隊進行第二次衝鋒，造成許多傷亡。洛汗戰士則用弓和矛攻擊猛瑪。
混戰之中，希優頓意圖集合軍隊進行第三次衝鋒時，遭到安格馬巫王攻擊導致重傷。正當安格馬巫王手執一把巨大的鏈鎚（取代了小說裡的釘頭鎚）和一柄劍欲了結希優頓性命時，伊歐玟挺身而出面對安格馬巫王，卻依然不敵巫王強大實力。直到梅里從後偷襲刺傷了安格馬，才給予了伊歐玟可趁之機，伊歐玟展示了她的女性身份後，給予巫王致命的一擊，然而在小說版本裡，伊歐玟在兩者搏鬥之前便揭示了她的面目。希優頓在臨終前還和伊歐玟對話。
亞拉岡在金靂、勒苟拉斯的陪同下率領亡靈大軍（小說裡並沒有這名詞）乘海盜船抵達。那些已死去的、無敵的亡靈軍隊徹底殲滅了平原上及城裡的魔多大軍。
戰後，金靂建議留下亡靈大軍，亞拉岡稍作躊躇後解放了他們，因為他們履行了對剛鐸國王的誓言。
在電影加長版裡更描述了更多米納斯提力斯伊攻堅戰片段、歐玟和梅里徒步與半獸人作戰，還有伊歐玟和葛斯摩的戰鬥，結果葛斯摩被亞拉岡及金靂聯手殺死。
CNN的網站將帕蘭諾平原戰役評為其中一個最佳戰爭場景及其中一個最差戰爭場景。最佳戰爭場景是指亞拉岡及亡靈軍隊抵達之前，最差戰爭場景是指亡靈大軍抵達之後，因為戰事在此後變得過於簡單。

## 創作概念
《中土世界的歷史》的第四冊「索倫敗亡」含有帕蘭諾平原戰役的其他版本。一些情節有明顯的差別。例如，希優頓被擊中心臟而死，而非被戰馬壓死；當伊歐玟揭示她的性別時，她把頭髮剪短，最終版本卻沒有。托爾金甚至曾經考慮讓希優頓和伊歐玟都戰死。

## 評論分析
多部刊物就帕蘭諾平原戰役發表評論及分析。
托爾金學者珍妮·布倫南·哥夫的著作《托爾金的戰爭與工藝》剖析第一次世界大戰及第二次世界大戰對托爾金奇幻著怍的影響以及他對戰爭的取向。
米高·多特在《托爾金研究》裡發表的《托爾金的寫作風格及其文學修辭的影響》分析托爾金的寫作風格及其來自《李爾王》的影響。多特又利用《中土世界的歷史》的材料來寫出故事事件的進程。
李察·馬菲士的《奇幻作品：文學想象力》亦有分析帕蘭諾平原戰役，得出「魔法元素的美妙運用及將深邃的目光融入不可或缺的現實人類」的結論。